# Tillandsia magnusiana
Tillandsia magnusiana är en gräsväxtart som beskrevs av Marx Carl Ludwig Ludewig Wittmack. Tillandsia magnusiana ingår i släktet Tillandsia och familjen Bromeliaceae. Inga underarter finns listade i Catalogue of Life.

## Bildgalleri

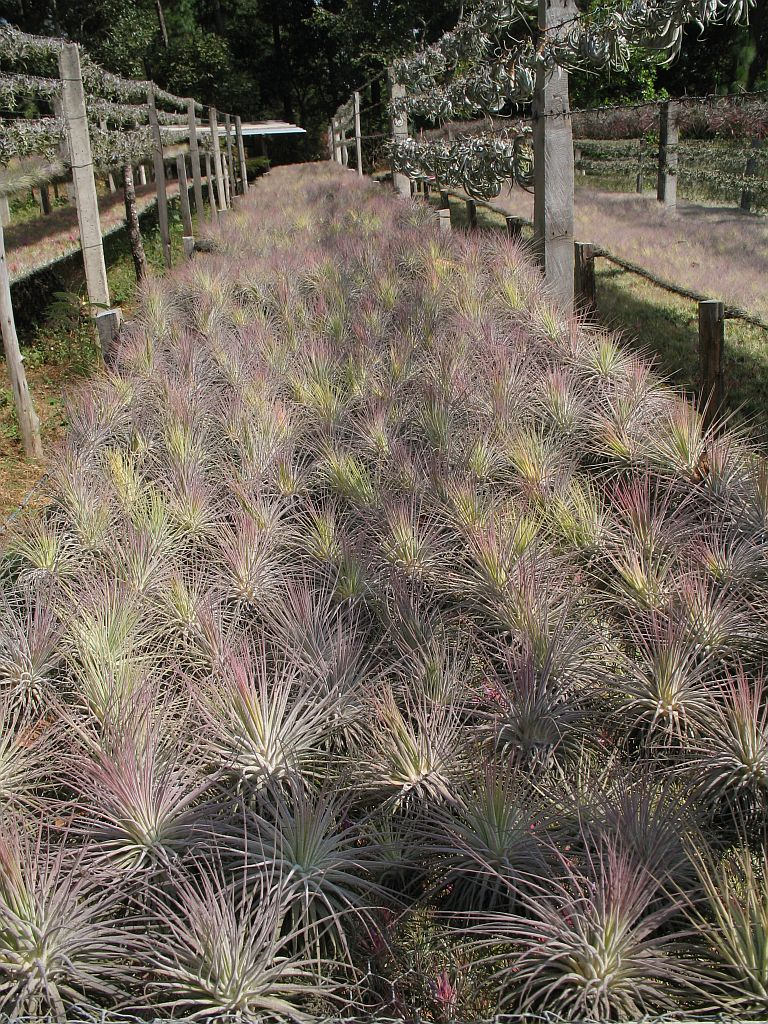
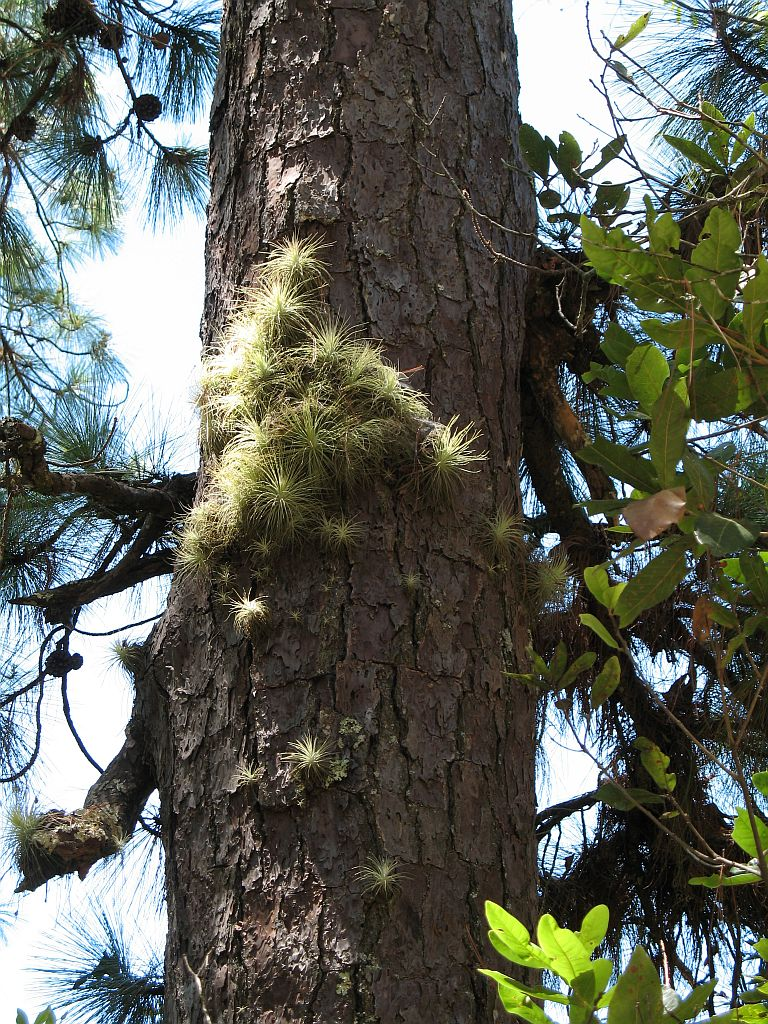
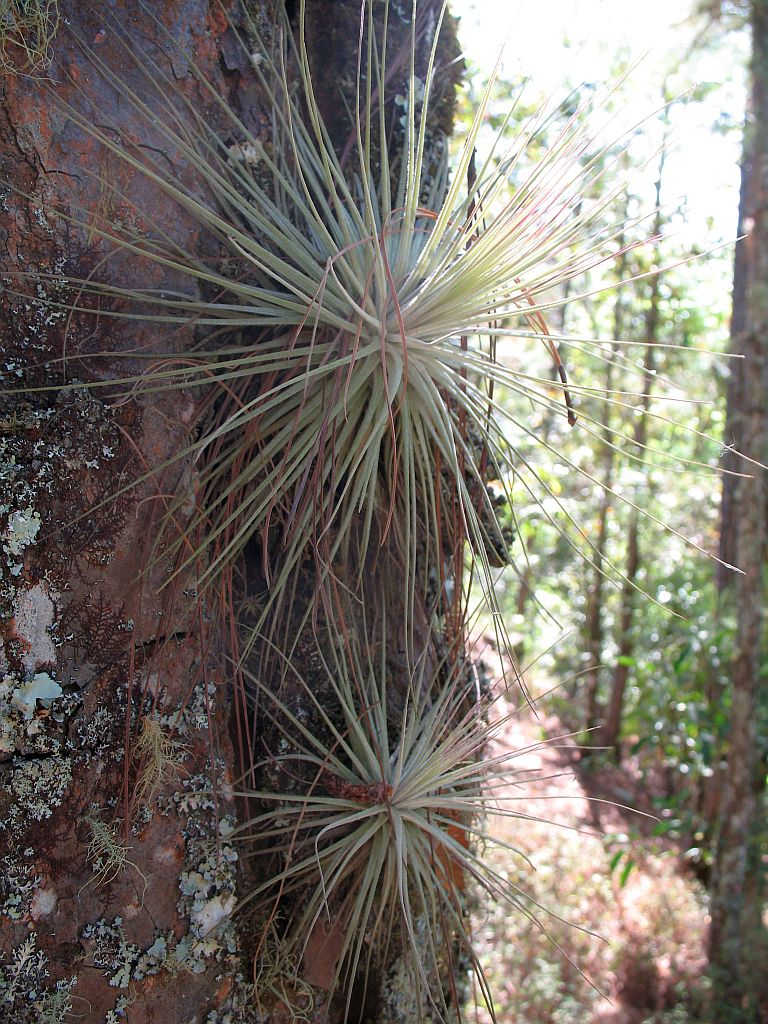